# Zeiteninsel

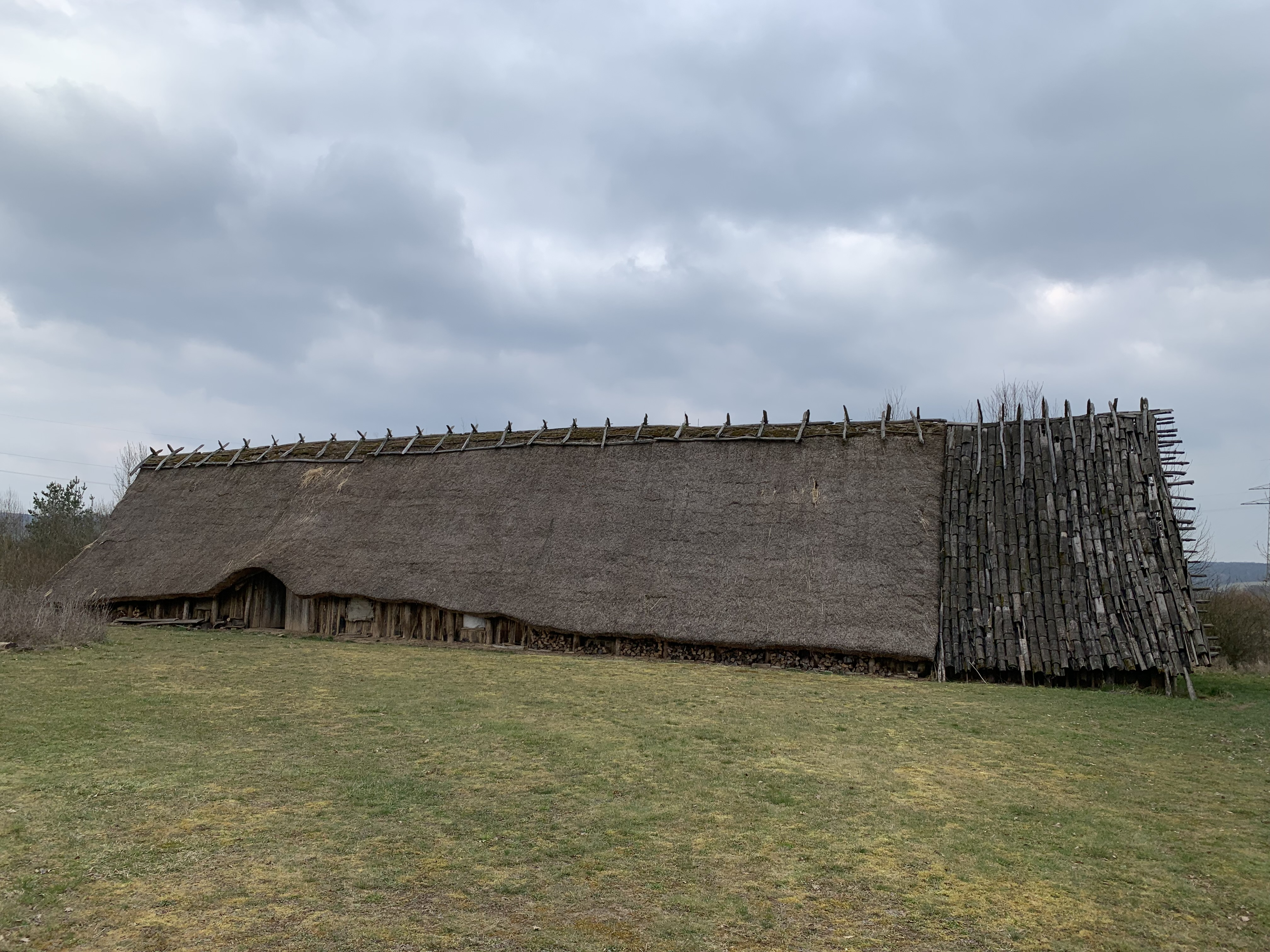
Nachbau eines Wohnstallhauses der Rössener Kultur, erbaut 2017, Weimar/Lahn

Die Zeiteninsel ist ein archäologisches Freilichtmuseum im mittelhessischen Argenstein, das sich im Aufbau befindet. Es soll im September 2025  voll umfänglich eröffnet werden. Das Gelände, eine ab 2010 neu geschaffene Insel in der Gemeinde Weimar (Lahn), liegt direkt am Lahnradweg und in der Nähe der Bundesstraße 3 (B3) zwischen Gießen und Marburg in Hessen.

## Geschichte
Bereits seit ca. 1990 wurden im Bereich des Kieswerkes Niederweimar (nördlich der Par-Allna) archäologische Funde geborgen, die zwischen dem Mesolithikum und der Eisenzeit (10.000 bis 2.000 Jahre alt) eingeordnet wurden, während Anzeichen für eine mittelalterliche Besiedelung zunächst fehlten. Diese wurden dann überraschend während der Abtragungsarbeiten zur Par-Allna gefunden. Es fanden sich Relikte einer hoch- sowie einer spätmittelalterlichen Siedlung, die auf einer ehemaligen Halbinsel bestanden haben müssen.
Das auf diesen Funden basierende Konzept für ein Freilichtmuseum wurde etwa seit dem Jahr 2000 entwickelt. Umgesetzt werden konnte es, als im Zuge einer Ausgleichsmaßnahme für den Lückenschluss der B 3 zwischen Marburg und Gießen ab 2010 die Ausgleichsfläche „Par-Allna“ (ein Mündungsarm der Allna in die Lahn und gleichzeitig ein 15,4 Hektar großes Biotop) angelegt wurde. Organisation und die erforderlichen finanziellen Absprachen erfolgten bis 2015 und am Ende dieses Jahres überreichten der damalige hessische Wissenschaftsminister Boris Rhein und der Finanzminister Thomas Schäfer den Zuwendungsbescheid.
Seit 2014 werden der Museumsbetrieb langsam hochgefahren, pädagogische Angebote und Themen-Tage durchgeführt. Der Bau der ersten Hausrekonstruktion (Bronzezeit) begann 2017, das germanische Gehöft folgte 2019, am Besucherzentrum wird seit 2023 gebaut. Ein 2017 begonnenes Langhaus der Rössener Kultur war 2023 fertiggestellt. Mit dem symbolischen Spatenstich am 15. Juni 2023 unter Beteiligung der hessischen Wissenschaftsministerin Angela Dorn startete der Bau des „Insel-Zentrums“, das Richtfest folgte am 19. März 2024. 2021 stellte das Land Hessen weitere Fördermittel für die äußere Infrastruktur zur Verfügung, so für einen Parkplatz und einen Zuweg. Der Vollbetrieb ist nach der Fertigstellung des Zentrums für September 2025  vorgesehen.

## Organisationsform
Träger der Zeiteninsel ist eine 2013 gegründete eingetragene Genossenschaft mit 47 Mitgliedern, davon einige Kommunen, deren Beiträge die laufende Finanzierung sicherstellen. Weiter besteht ein fachlicher Beirat, dessen Mitglieder archäologische und denkmalpflegerische Expertise einbringen. Die Grundfinanzierung übernahm das Land Hessen zu 90 %.
Das Freilichtmuseum Zeiteninsel kooperiert mit den – andere Zeitstufen repräsentierenden – archäologischen Landesmuseen in Hessen, der Keltenwelt am Glauberg (Kelten) und der Saalburg (römische Zeit). Weiterer Kooperationspartner ist das Freilichtlabor Lauresham des UNESCO-Welterbes Kloster Lorsch (Frühmittelalter).
Das Freilichtmuseum ist Mitglied des Verbandes für Experimentelle Archäologie EXARC.

## Didaktisches Konzept
Die Zeiteninsel stellt fünf Epochen anhand von nutz- und begehbaren 1:1-Modellen vor. Die Zeitinsel der Bronzezeit besteht etwa aus einem Wohngebäude, dass aus dem 700 m westlich des Museums ergrabenen Grundriss eines bronzezeitlichen Hauses entwickelt wurde, einem Speicherbau und einer Bronzegießerwerkstatt. Zugleich ist jede der Zeitinseln mit einem für die Epoche repräsentativen Sach-Thema verbunden, das den Besuchenden vorgestellt wird, so existiert eine Arbeitsgruppe für prähistorische Bienenhaltung, die Bienenstöcke nach archäologischen Funden nachbaut und erprobt.
Übersicht
|   | Zeitstufe                       | Thema                                      |
| - | ------------------------------- | ------------------------------------------ |
| 1 | Mesolithikum                    | Leben nach der Eiszeit – Jäger und Sammler |
| 2 | Jungsteinzeit (Rössener Kultur) | Grüne Revolution                           |
| 3 | Bronzezeit                      | Herren über Bronze und Pferde              |
| 4 | Eisenzeit                       | Heißes Eisen und blühende Landschaften     |
| 5 | Späte Eisenzeit (Germanen)      | Leben am Rande des Imperiums               |